# Ajn al-Gharaf
Ajn al-Gharaf – wieś w Syrii, w muhafazie Aleppo, w dystrykcie Dżabal Siman. W 2004 roku liczyła 280 mieszkańców.